# کرخت/دوباره بنواز
"کرخت/دوباره بنواز" (به انگلیسی: Numb/Encore) یک ترانه از گروه راک آمریکایی لینکین پارک به همراه جی-زی است. این ترانه که از ترکیب دو ترانهٔ کرخت لینکین پارک و "Encore" جی-زی به همراه کانیه وست ساخته شده‌است به عنوان اولین و تنها تک‌آهنگ آلبوم مسیر برخورد در ۱۳ دسامبر ۲۰۰۴ منتشر شد.
این ترانه موفقیت‌های خوبی را کسب کرده‌است از جمله جایزهٔ گرمی که دریافت کرد و رتبه‌های خوبی که در چارتهای مختلف در داخل و خارج آمریکا به دست آورد.

## موزیک ویدئو
ویدئویی که "Kimo Proudfoot" برای این ترانه ساخت، شامل صحنه‌هایی از اجرای زندهٔ این ترانه و پشت صحنه‌هایی از ساخت موزیک است که پشت صحنه‌ها به صورت سیاه و سفید نشان داده می‌شوند. اگرچه این موزیک ویدئو به صورت جداگانه به روی دی وی دی انتشار نیافت اما در دی وی دی کلی آلبوم مسیر برخورد قرار دارد.

## جوایز
این ترانه در سال ۲۰۰۶ موفق به کسب جایزهٔ گرمی بهترین همکاری شد. در این مراسم، ترانه اجرا شد و پل مک کارتنی هم به روی استیج آمد و قسمتی از ترانهٔ "Yesterday" بیتلز را با چستر بنینگتون اجرا کرد که موجب شگفتی تماشاگران شد.

## رتبه در جدول
| جدول ۲۰۰۴–۲۰۰۵                           | رتبه در جدول |
| ---------------------------------------- | ------------ |
| ۴۰ برتر هلند                             | ۵            |
| تک آهنگهای فرانسه                        | ۵            |
| تک آهنگهای ایرلند                        | ۱            |
| تک‌آهنگهای لهستان                         | ۹            |
| تک‌آهنگهای انگلستان                       | ۱۴           |
| ۱۰۰ برتر بیلبورد آمریکا                  | ۲۰           |
| بیلبورد آمریکا: هات‌ترین آهنگهای هیپ هاپ  | ۹۴           |
| بیلبورد آمریکا: پاپ ۱۰۰                  | ۸            |
| بیلبورد آمریکا: ۴۰ برترین آهنگهای جریانی | ۱۲           |
| بیلبورد آمریکا: هات‌ترین آهنگ‌های مدرن راک | ۴۰           |
| تک‌آهنگهای آلمان سال ۲۰۰۵ (نتایج آخر سال) | ۱۳           |

## گواهینامه‌ها
| کشور   | گواهینامه (در آستانه فروش) |
| ------ | -------------------------- |
| کانادا | طلا                        |
| آلمان  | طلای سفید                  |
| امریکا | طلای سفید                  |